# ソトイワトカゲ
ソトイワトカゲ（外岩蜥蜴、学名：Egernia frerei）は、トカゲ科イワトカゲ属に分類されるトカゲ。

## 分布
イワトカゲ属では唯一オーストラリア以外にも分布することが、和名の由来になっている。
オーストラリア（クイーンズランド州北部）、パプアニューギニア（ニューギニア島南部）

## 形態
全長40cm。全身の鱗には弱い隆起（キール）はあるものの、棘状にはならない。胴体中央部の斜めに列になった背面の鱗の数（体列鱗数）は32-36。尾は頭胴長の1.3倍。
左右の鼻孔のある鱗（鼻孔板）は接しない。耳孔前部には3-6枚の鱗の飾りがある。
オスは背面に不規則な黒い斑紋が入る。

## 生態
熱帯雨林の中にある岩場等に生息する。地表棲。昼行性。
食性は雑食で、果実、昆虫類、節足動物、小型爬虫類、小型哺乳類等を食べる。
繁殖形態は卵胎生。

## 人間との関係
ペットとして飼育されることもあり、日本にも輸入されている。本種はオーストラリア以外にも分布しているためイワトカゲ属の他種より流通量が多い。主に野生個体が流通する。